# Bảo Long
Pour les articles homonymes, voir Bao Long.
Dans ce nom, le nom de famille, Nguyễn, précède le nom personnel.
Titres
Prétendant au trône du Vietnam
30 juillet 1997 – 28 juillet 2007
(9 ans, 11 mois et 28 jours)
Prince héritier du Vietnam
17 septembre 1938 – 25 août 1945
(6 ans, 11 mois et 8 jours)
Nguyễn Phúc Bảo Long (阮福保隆 en Chữ Nôm), né le 4 janvier 1936 à Huế et mort le 28 juillet 2007 à Sens, est un prince vietnamien de la dynastie Nguyễn, fils et héritier du dernier empereur Bảo Đại, puis chef de la famille impériale du Viêt Nam de 1997 à sa mort. Sans descendance, c'est son frère Bảo Thắng qui lui succède.

## Biographie

### Prince héritier
Né au palais Kiến Trung de Huế, Bảo Long est le fils aîné de l'empereur Bảo Đại, 13e souverain de la dynastie Nguyễn et de son épouse l'impératrice Nam Phương, née Jeanne Marie Thérèse Nguyễn Hữu Thị Lan et surnommée Mariette par les intimes. Il est proclamé officiellement prince héritier le 7 mars 1939. 

### Exil en France
Après la première abdication de son père en 1945, Bảo Long et ses frères et sœurs quittent définitivement l'Indochine en 1947 avec leur mère. La famille s'installe en métropole au château Thorenc à Cannes sur la Côte d'Azur.

### Formation et carrière
Bảo Long suit sa scolarité secondaire à l'École des Roches, d'abord à l'annexe de Maslacq dans le sud-ouest de la France, jusqu'en 1950, puis à Clères, en Seine-Maritime, jusqu'en 1953. Il étudie peu de temps à l’École des sciences politiques de Paris, avant d'intégrer en 1954 l'École spéciale militaire de Saint-Cyr puis l'École de cavalerie de Saumur, dont il sort avec le grade de lieutenant. Il sert pendant dix ans en Algérie dans la Légion étrangère où il se distingue et est décoré, puis au célèbre Cadre noir de l'École de Saumur avant de se retirer du service actif pour travailler dans la finance à Paris.

### Chef de la famille impériale
À la mort de son père Bảo Đại en 1997, il hérite naturellement de la position de chef de la famille impériale mais déclare ne pas vouloir se mêler de politique et rester hors des partis. Il souhaite se tenir éloigné de toute vie publique.
Célibataire, il décède le 28 juillet 2007 de mort naturelle dans un hôpital de Sens. C'est son frère, le prince Bảo Thắng, né en 1943, qui lui succède en qualité de chef de la dynastie Nguyễn et grand maître de l’ordre du Dragon d'Annam.

## Vie privée
Il entretient une brève liaison avec Thérèse Marry-Delanne, décoratrice d'intérieur chez Yves Saint Laurent et designer chez Lip, connue sous le nom d'« Isabelle Hebey », mais le mariage prévu pour juin 1969, après le divorce d'Isabelle Hebey, n'a jamais eu lieu.